# Ricardo Olivera
Ricardo Olivera es un cantante de Tango uruguayo nacido el 9 de abril de 1966 en Montevideo, Uruguay.

## Biografía
Nació en Montevideo, el 9 de abril de 1966. 
En 1979, participó en los conjuntos folklóricos, Toconao y Americanto como vocalista y percusionista.
En 1981, realizó giras por Chile, Brasil, Bolivia, Argentina y el interior de Uruguay. También grabaron un disco.
A partir de 1996, comenzó a cantar en el Bar Fun Fun en Montevideo.
En 1998, se unión como cantante a La Casa de Becho, donde actuó hasta el año 2000. Participó en el Festival Internacional del Tango y, logró contratos para actuar en Brasil,Bolivia, Argentina, Chile y Centroamérica. En Buenos Aires se presentó en Señor Tango y en La Comparsita.
Se ha presentado en el Teatro del Centro, en el Teatro El Tinglado, en la Sala Zitarrosa y en festivales organizados por la asociación Joventango. 
En 1998, en la Argentina, La Nación digital lo consideró la voz revelación del 11.º Festival Internacional Viva el Tango.
En 2000, lanzó su primer disco compacto para el sello Tango Sur. 
En 2001, se unió al quinteto "Cinco para el Tango" y la "Orquesta Matos Rodríguez".
En 2002, participó en el ciclo "Valoremos lo nuestro". Ha realizado presentaciones en el Museo del Vino acompañado por Julio Cobelli en la guitarra y Waldemar Mettediera en el bandoneón.
En 2005, fue invitado a participar en la Fundación del Grupo Tango Mayor, para cantar en su trío.
A fines de 2011 participó en el 14.º Festival París Banlieues Tango, acompañado por su cuarteto.
El 8  de septiembre de 2013 se presentó en la Sala Zitarrosa junto al dúo de tango Got@n.uy
En 2013, lanzó otro disco compacto, junto a Olga Delgrossi y el pianista Miguel Ángel Barcos y participó en festivales en Estados Unidos, junto al guitarrista Rodrigo Santini.
Ha realizado giras en Latinoamérica, Europa Y Estados unidos
n En 2024, realizó una gira por Estados Unidos, participando en varios eventos en diferentes ciudades. Durante esta gira, fue el padrino del Houston Latin Fest. Además, recibió un reconocimiento por parte del Congreso de los Estados Unidos por su contribución a la música y al legado cultural latinoamericano.

## Discografía
- Volumen II Tango Sur (2000)
- De mis sueños... con el alma (2002)
- El patio - Estuche de memorias (junto a Olga Delgrossi, 2003)
- En vivo (2004